# Charles Noland
Charles Noland es un actor estadounidense que ha aparecido en más de 100 películas y episodios de televisión, incluyendo Blow y Wayne's World. Fue un personaje secundario en la serie El ala oeste de la Casa Blanca durante siete temporadas. También tuvo un papel de apoyo en ER durante dos temporadas.
Noland también tiene una larga carrera escénica tanto en actuación como en dirección. Estudió teatro en la Universidad de California en Davis y en la Universidad de California en Santa Cruz.